# Paratachys hyalinus
Paratachys hyalinus är en skalbaggsart som beskrevs av Thomas Casey. Paratachys hyalinus ingår i släktet Paratachys och familjen jordlöpare. Inga underarter finns listade i Catalogue of Life.